# 1783-as calabriai földrengés
Az 1783-as calabriai földrengés a mai Dél-Olaszország és Szicília területén, amely akkor a Nápolyi Királyság uralma alá tartozott, hatalmas károkat okozó földmozgássorozat volt. Az első három nagy rengés február 2. és 9. között történt. Ezt újabb utórengések követték egészen március 28-ig. Messina mellett számos más szicíliai és calabriai városban komoly pusztítást végzett. Az első, legalább 5,9-es fokozatú rengés epicentruma Palmiban, a Messinai-szoros mentén, Catanzaro városától 18 km-re dél-délnyugatra volt, és helyi tektonikus folyamatok okozták. Az első két nagy rengést cunami is követte, a halálos áldozatok számát harminckétezer és ötvenezer közöttire becsülik.

## Lefolyása
A földrengéssorozat öt nagy rengésből és számos kisebb utórengésből állt.

## Földrengés-összesítő
Az alábbi paraméterek a CFTI4 online-katalógusból, az epicentrum-helyszínek a legközelebbi nagyobb települések nevével vannak jelölve.
| Helyszín                       | Dátum       | Időpont | Koordináták                                        | Magnitúdó | Intenzitás |
| ------------------------------ | ----------- | ------- | -------------------------------------------------- | --------- | ---------- |
| Oppido Mamertina közelében     | Február 5.  | 12:00   | é. sz. 38,30°, k. h. 15,97°38.300000°N 15.970000°E | 7.0       | XI         |
| Messinától 7 km ÉK-re          | Február 6.  | 00:20   | é. sz. 38,22°, k. h. 15,63°38.220000°N 15.630000°E | 6.2       | VIII–IX    |
| Soriano Calabrótól 3 km DNY-ra | Február 7.  | 13:10   | é. sz. 38,58°, k. h. 16,20°38.580000°N 16.200000°E | 6.6       | X          |
| Filadelfiától 2 km DK-re       | Március 1.  | 01:40   | é. sz. 38,77°, k. h. 16,30°38.770000°N 16.300000°E | 5.9       | IX         |
| Girifalco közelében            | Március 28. | 18:55   | é. sz. 38,78°, k. h. 16,47°38.780000°N 16.470000°E | 7.0       | X          |

## Fordítás
- Ez a szócikk részben vagy egészben  az   Erdbeben von Messina 1783 című német Wikipédia-szócikk ezen változatának fordításán alapul.  Az eredeti cikk szerkesztőit annak laptörténete sorolja fel. Ez a jelzés csupán a megfogalmazás eredetét és a szerzői jogokat jelzi, nem szolgál a cikkben szereplő információk forrásmegjelöléseként.
- Ez a szócikk részben vagy egészben  a(z)   1783 Calabrian earthquakes című angol Wikipédia-szócikk ezen változatának fordításán alapul.  Az eredeti cikk szerkesztőit annak laptörténete sorolja fel. Ez a jelzés csupán a megfogalmazás eredetét és a szerzői jogokat jelzi, nem szolgál a cikkben szereplő információk forrásmegjelöléseként.